# Comando Europeu de Transporte Aéreo

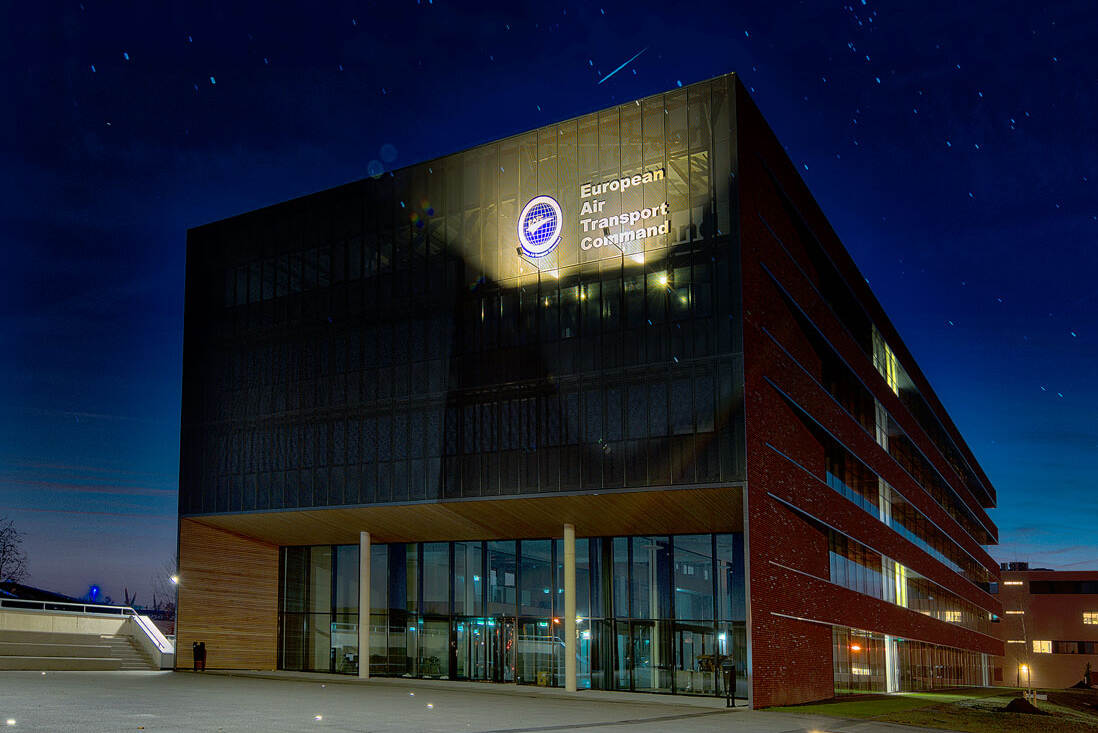
O edifício da EATC em Eindhoven

O Comando Europeu de Transporte Aéreo (EATC) é o centro de comando que exerce o controle operacional da maioria das capacidades de reabastecimento aéreo e frotas de transporte militar de um consórcio de sete Estados-membros da União Europeia (UE). Em janeiro de 2015, a frota combinada sob a autoridade do EATC representava 75% da capacidade de transporte aéreo europeu . Localizado na base aérea de Eindhoven, na Holanda, o comando também tem uma responsabilidade limitada pelos exercícios, treinamento da tripulação e pela harmonização das regulamentações nacionais de transporte aéreo relevantes..
O comando foi criado em 2010 com o objetivo de proporcionar uma gestão mais eficiente dos bens e recursos das nações participantes nesta área.
O EATC não está atualmente estabelecido ao nível da UE (referido como Política de Defesa e de Segurança Comum, PDSC); não é, por exemplo, um projeto da Cooperação Estruturada Permanente (PESCO) da PDSC. O EATC e os seus ativos podem, contudo, contribuir para a implementação da PDSC, quando disponibilizados como força multinacional nos termos do artigo 42.3 do Tratado da União Europeia (TUE).

## História

### Iniciativa franco-alemã
Em 1999, a França e a Alemanha iniciaram uma iniciativa político-militar para  "preparar o estabelecimento de um Comando Europeu de Transporte Aéreo" . As conclusões da reunião do Conselho Europeu em Helsínquia no mesmo ano, mencionam a vontade expressa dos Estados-Membros da União de desenvolverem objetivos coletivos para uma capacidade rápida, incluindo na área dos transportes estratégicos. Isso deveria ser alcançado voluntariamente, para melhor coordenar os esforços nacionais e internacionais para a realização de toda a gama das chamadas tarefas de Petersberg.
Um estudo conduzido pelo European Air Group (EAG) em 2000 chegou à conclusão de que seria benéfico coordenar os requisitos de transporte aéreo militar internacional e os meios para atendê-los entre as nações do EAG para explorar todos os possíveis sinergias. Por fim, recomendou o estabelecimento de um elemento de coordenação permanente gerenciando as necessidades de coordenação de transporte aéreo das nações em uma abordagem evolucionária por meio da transferência suave de competências das estruturas nacionais existentes. Essa estrutura de gerenciamento multinacional deve ser desenvolvida passo a passo, passando de uma simples coordenação a uma entidade combinada com autoridade total de comando.

### Célula de Coordenação de Transporte Aéreo
Os estados membros da EAG decidiram em junho de 2001 estabelecer a Célula Europeia de Coordenação de Transporte Aéreo (EACC) como um primeiro passo neste caminho com o objetivo de melhorar a eficiência identificando capacidades de transporte aéreo militar sobressalentes e compartilhando esta informação com as nações interessadas como oferta para oportunidades adicionais. A ideia era melhorar a utilização do transporte aéreo militar europeu e das capacidades de reabastecimento aéreo e assim obter efeitos sinérgicos. Esta entidade provou seu sucesso pois a economia superou os custos operacionais desta célula no primeiro ano.

#### Centro de transporte aéreo
Consequentemente, como próximo passo, os países membros da EACC decidiram em junho de 2003 desenvolver ainda mais esta célula, aumentando o escopo e a responsabilidade da missão. Foi criado o Centro Europeu de Transporte Aéreo (EAC), que de fato recebeu no papel uma responsabilidade acrescida no planejamento dos pedidos de transporte aéreo e, adicionalmente, no campo da harmonização das regulamentações relacionadas ao transporte aéreo. No entanto, a vontade política de transferir níveis adequados de autoridade para a EAC para cumprir essas tarefas adicionais não era forte o suficiente. Portanto, a França e a Alemanha concordaram com o próximo passo, expressando sua aspiração pela criação de um comando multinacional de transporte aéreo.
No sétimo Conselho Ministerial franco-alemão, em 12 de outubro de 2006, foi decidido criar um comando estratégico comum para transporte aéreo. Outros estados membros da EAC (Bélgica, Espanha, Reino Unido, Itália, Holanda e Noruega) foram convidados a aderir. Bélgica e Holanda assinaram uma nota de adesão. Em maio de 2007, os chefes de estado-maior de defesa dos quatro países participantes aprovaram o conceito do EATC que definiu o quadro do processo de trabalho e os níveis de responsabilidades definidos e deu o estímulo para novas negociações para a implantação desta nova sede. Uma equipe de implementação internacional baseada em Beauvechain (Bélgica) facilitou a decisão final para localizar o comando em Eindhoven, bem como na obtenção do Acordo Técnico como o quadro jurídico provisório assinado pelas nações no verão de 2010. 

### Estabelecimento
O comando do Transporte Aéreo Europeu foi oficialmente estabelecido em 1 de julho de 2010. Em 1 de setembro de 2010, a inauguração teve lugar em Eindhoven, na presença de líderes políticos e militares das quatro nações participantes; França, Alemanha, Holanda e Bélgica. Em 22 de novembro de 2012, Luxemburgo aderiu ao EATC e, em julho de 2014, a Espanha fez o mesmo. A Itália formalizou em dezembro de 2014 para se juntar ao EATC com 37 aeronaves em janeiro de 2015, aumentando a frota gerenciada pelo EATC para aprox. 220 aeronaves.
Em 1 de setembro de 2010, o EATC assumiu o controle operacional da maioria das aeronaves de carga militar da nação participante (excluindo helicópteros), das quais a frota existente de Transall C-160 e Lockheed C-130 Hercules forma o a maior parte. No futuro todos os Airbus A400M serão colocados sob o comando da EATC (começando com a entrega oficial às nações). Uma forte motivação para o estabelecimento do EATC foi a disponibilidade limitada de ativos e a necessidade operacional de cooperar estreitamente. O A400M está consideravelmente atrasado, enquanto a inclusão de tropas europeias em missões de combate aumentou ao longo dos anos, incluindo muitas missões no exterior.
A Alemanha reorganizou seu Lufttransportkommando  (LTKdo) em Münster - o pessoal das unidades foi atribuído de volta aos grupos de combate aéreo da Luftwaffendivision  e o próprio centro de comando LTKdo foi desativado em 31 de dezembro 2010. O EATC assume a autoridade em 15 de outubro de 2010 após ser implementado em 1 de setembro de 2010. 65 membros do LTKdo foram transferidos para Eindhoven e o Brigadeiro do ar Jochen Boch assume o comando do centro de coordenação do EATC, que tem um pessoal total de 200 membros.  O comando seria transmitido para um general da Força Aérea francesa após dois anos.

## Nações participantes
- Bélgica
- França
- Alemanha
- Luxemburgo (2012)
- Países Baixos
- Espanha (2015)
- Itália (2016)

Os seguintes países manifestaram interesse em aderir ao EATC:
- Áustria
- Noruega
- Polônia
- Portugal

## Estrutura

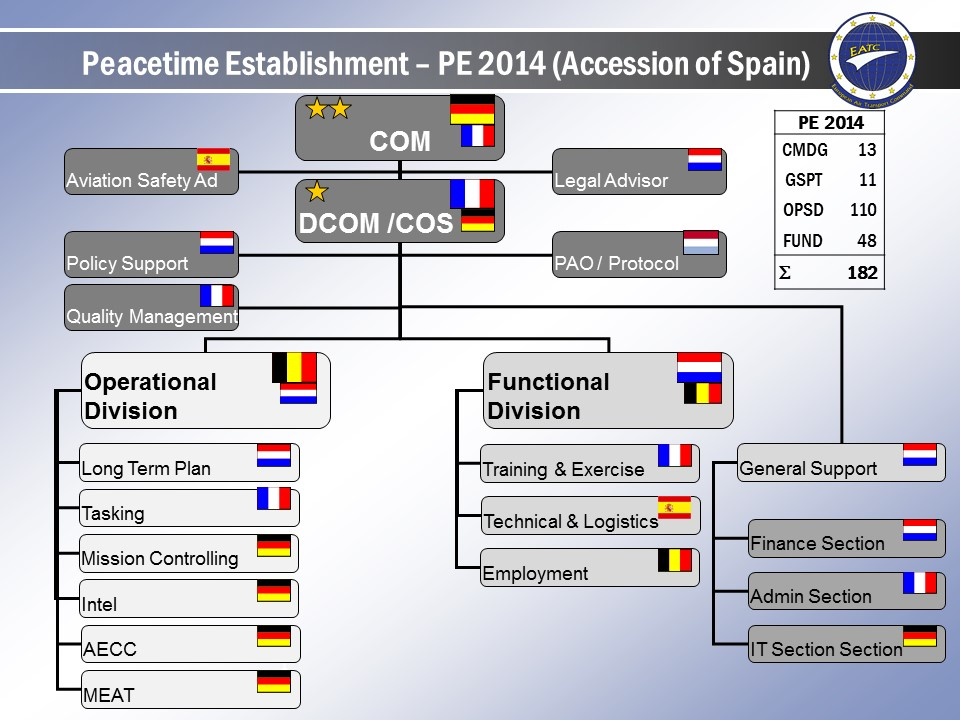
Estrutura do EATC em tempo de paz (2014)

### Comando
O Comandante (COM) e o Chefe do Estado-Maior (COS) têm uma rotação de três anos entre a França e a Alemanha. Em 24 de setembro de 2020, o comandante era o major-general alemão (OF-7) Andreas SCHICK. O chefe do Estado-Maior é o Brigadeiro-General Francês (OF-6) Stéphane GOURG.
O Vice-Comandante (DCOM) alterna três anos entre a Itália, Bélgica, Espanha e Holanda. Em 28 de setembro de 2020, o Brigadeiro-General Belga (OF-6) Paul DESAIR assumiu o cargo de DCOM.
Os países membros são representados na sede pelos “Representantes Nacionais Seniores” (SNRs). Os SNRs são duplos: por um lado, eles fazem a interface entre o EATC e sua respectiva nação. Eles também atuam como superiores nacionais para o pessoal designado para o EATC. Por outro lado, ocupam os cargos rotativos dos chefes de divisão e dos chefes suplentes de divisão, bem como de chefe do Gabinete de Relações Públicas.
O grupo de comando é apoiado por três divisões: a divisão operacional, a divisão funcional e a divisão de política e suporte. As divisões estão interagindo intimamente e trabalhando lado a lado para aumentar a eficácia e a eficiência do EATC.
| Nome                                     | País     | Assumiu o cargo  | Transmitiu o cargo |
| ---------------------------------------- | -------- | ---------------- | ------------------ |
| Major-Brigadeiro-do-Ar Jochen Both       | Alemanha | Julho de 2010    | Julho de 2012      |
| Major-Brigadeiro-do-Ar Pascal Valentin   | França   | Julho de 2012    | Julho de 2014      |
| Major-Brigadeiro-do-Ar Christian Badia   | Alemanha | Julho de 2014    | Julho de 2017      |
| Major-Brigadeiro-do-Ar Pascal Chiffoleau | France   | Julho de 2017    | Setembro de 2018   |
| Major-Brigadeiro-do-Ar Laurent Marboeuf  | França   | Setembro de 2018 | Setembro de 2020   |
| Major-Brigadeiro-do-Ar Andreas Schick    | Alemanha | Setembro de 2020 | Presente           |

| Nome                               | País     | Assumiu o cargo  | Transmitiu o cargo |
| ---------------------------------- | -------- | ---------------- | ------------------ |
| Brigadeiro-do-ar Alain Rouceau     | França   | Julho de 2010    | Julho de 2012      |
| Brigadeiro-do-ar Jörg Lebert       | Alemanha | Julho de 2012    | Julho de 2014      |
| Brigadeiro-do-ar Pascal Chiffoleau | France   | Julho de 2014    | Julho de 2017      |
| Brigadeiro-do-ar Andreas Schick    | Alemanha | Julho de 2017    | Setembro de 2020   |
| Brigadeiro-do-ar Paul Desair       | Bélgica  | Setembro de 2020 | Presente           |

### Comitê Multinacional de Transporte Aéreo
O Comitê Multinacional de Transporte Aéreo - Multinational Air Transport Committee (MATraC) é o mais alto nível de tomada de decisão, composto pelos comandantes das Forças Aéreas dos Estados membros. O presidente do comitê é escolhido entre os chefes da aeronáutica para um mandato de dois anos.

### Grupo Consultivo
O Grupo Consultivo reúne-se regularmente e é composto por representantes de cada nação membro. O grupo prepara as reuniões do MATraC e aconselha o Comandante do EATC na implementação de políticas decididas em comum. Os grupos de especialistas podem ser configurados em uma base ad hoc. Eles se reportam ao Grupo Consultivo.

### Comitê de Orçamento e Finanças
O Comitê de Orçamento e Finanças é composto por um representante de cada nação membro. O comitê prepara o orçamento do EATC e as recomendações.

## Frota

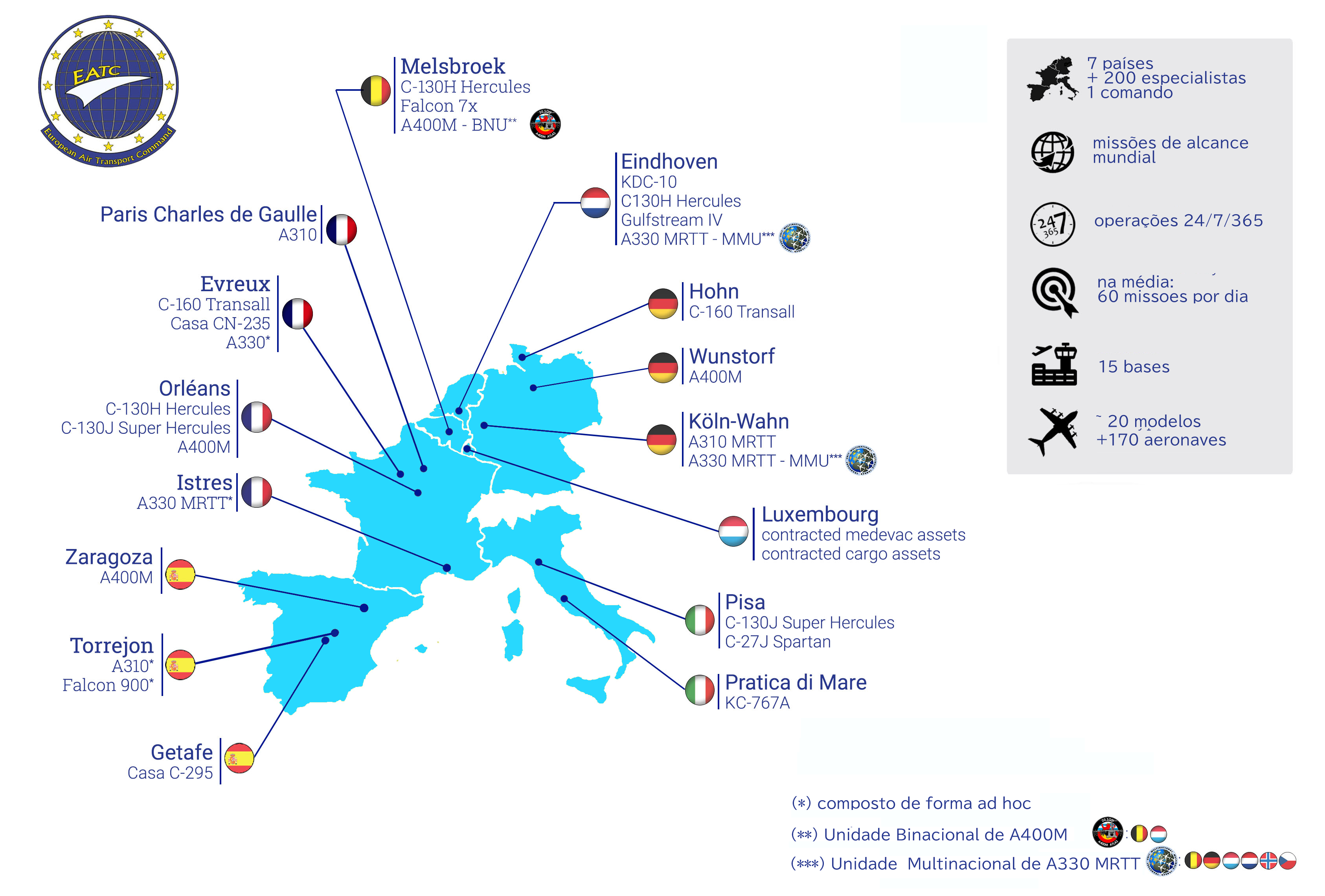
Frota aérea do Comando Europeu de Transporte Aéreo

Em janeiro de 2020, a frota do EATC era constituída de:
| Aeronave                              | Bélgica | Luxemburgo | Alemanha | Itália | França | Países Baixos | Espanha | Total |
| ------------------------------------- | ------- | ---------- | -------- | ------ | ------ | ------------- | ------- | ----- |
| Airbus A310                           | 0       | 0          | 5        | 0      | 2      | 0             | 0       | 7     |
| Airbus A330 MRTT                      | 0       | 0          | 0        | 0      | 3      | 3             | 0       | 6     |
| Airbus A330                           | 0       | 0          | 0        | 0      | 2      | 0             | 0       | 2     |
| Airbus A340                           | 0       | 0          | 0        | 0      | 2      | 0             | 0       | 2     |
| Airbus A400M Atlas                    | 1       | 1          | 34       | 0      | 17     | 0             | 9       | 62    |
| Alenia C-27J Spartan                  | 0       | 0          | 0        | 7      | 0      | 0             | 0       | 7     |
| Boeing KC-767                         | 0       | 0          | 0        | 4      | 0      | 0             | 0       | 4     |
| CASA CN-235                           | 0       | 0          | 0        | 0      | 27     | 0             | 0       | 27    |
| Dassault Falcon 7X                    | 2       | 0          | 0        | 0      | 0      | 0             | 0       | 2     |
| EADS CASA C-295                       | 0       | 0          | 0        | 0      | 0      | 0             | 13      | 13    |
| Gulfstream IV                         | 0       | 0          | 0        | 0      | 0      | 1             | 0       | 1     |
| Lockheed C-130 Hercules               | 6       | 0          | 0        | 0      | 14     | 4             | 0       | 24    |
| Lockheed Martin C-130J Super Hercules | 0       | 0          | 0        | 20     | 2      | 0             | 0       | 22    |
| Lockheed Martin KC-130                | 0       | 0          | 0        | 0      | 2      | 0             | 0       | 2     |
| McDonnell Douglas KC-10 Extender      | 0       | 0          | 0        | 0      | 0      | 1             | 0       | 1     |
| Transall C-160                        | 0       | 0          | 12       | 0      | 0      | 0             | 0       | 12    |
| Total                                 | 9       | 1          | 51       | 31     | 71     | 9             | 22      | 194   |